# Amarant (color)

L'amarant és un color de rosa-vermell que pren el nom del color de la flor de la planta amarant.

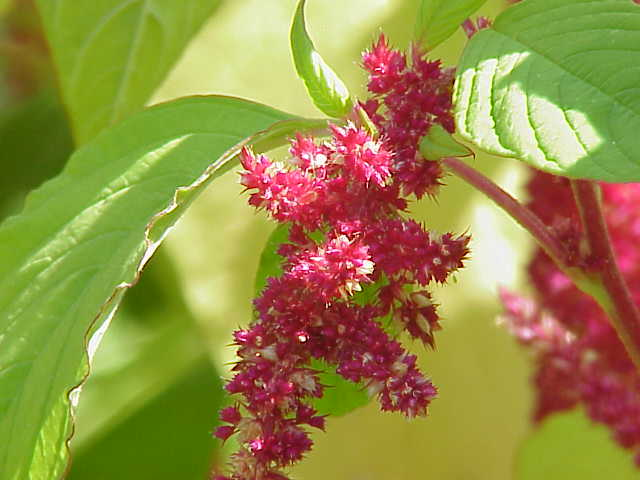
Flors de l'amarant

Una mostra del color amarant: